# Margund Schuh
Margund Schuh es un deportista austríaco que compitió en vela en la clase Soling. Ganó una medalla de bronce en el Campeonato Mundial de Soling de 2015 y una medalla de plata en el Campeonato Europeo de Soling de 2017.

## Palmarés internacional
| Campeonato Mundial | Campeonato Mundial      | Campeonato Mundial | Campeonato Mundial |
| Año                | Lugar                   | Medalla            | Clase              |
| ------------------ | ----------------------- | ------------------ | ------------------ |
| 2015               | Castiglione (Italia)    | Medalla de bronce  | Soling             |
| Campeonato Europeo |                         |                    |                    |
| Año                | Lugar                   | Medalla            | Clase              |
| 2017               | Riva del Garda (Italia) | Medalla de plata   | Soling             |